# Karl Schellein

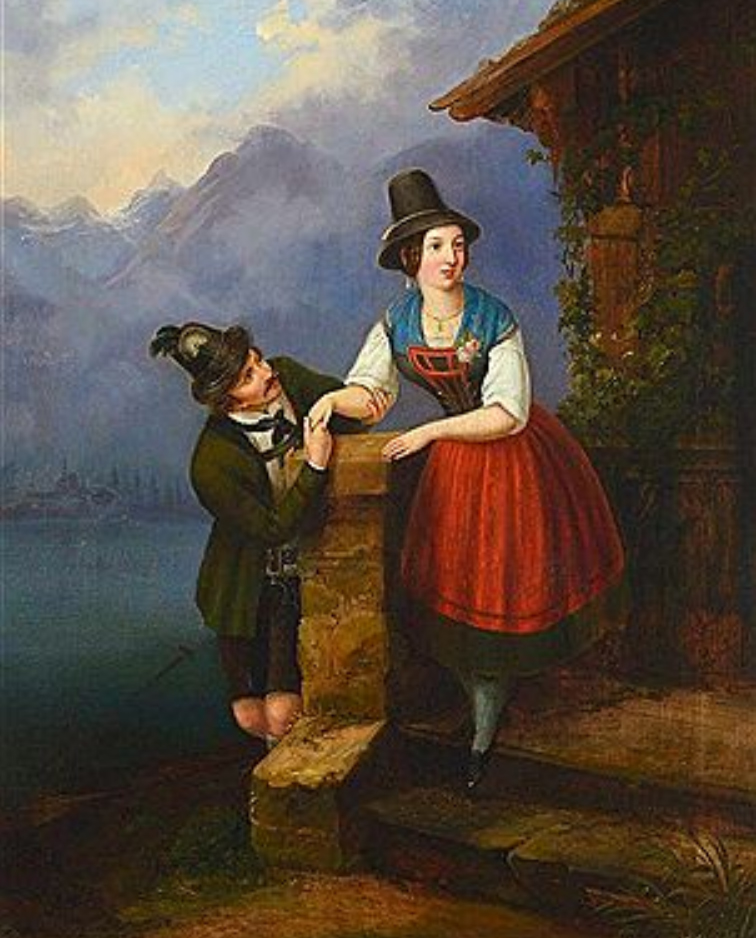
Der Heiratsantrag

Karl Schellein (* 11. Juni 1820 in Bamberg; † 9. April 1888 in Wien) war ein in Bayern geborener österreichischer Maler und Restaurator.
Schellein studierte an der Königlichen Akademie der Künste in München bei Julius Schnorr von Carolsfeld und Heinrich Maria von Hess und setzte das Studium an anderen Kunstschulen fort. 
Schellein war anfangs in der Schlossanlage Schleißheim tätig, besuchte 1848 Wien, wo er den zukünftigen Direktor der Gemäldegalerie im Schloss Belvedere Erasmus Engert kennenlernte. In der 1867 von Engert gegründeten und geleiteten Restaurierschule war Schellein als Kustosadjunkt und ab 1871, als Nachfolger Engerts, als Kustos und Schulleiter bis zu seinem Tode tätig. 
1881 wurde Schellein in den Ausschuss des Altertums-Vereins zu Wien berufen. Schellein wurde Mitglied der k.k. Zentral-Kommission für Erforschung und Erhaltung der Kunst- und historischer Denkmale.
Karl Schellein wurde 1876 mit dem Ritterkreuz des Franz-Joseph-Ordens ausgezeichnet. 1891 wurde in Wien die Schelleingasse nach ihm benannt.